# Diadexia anchylocrossa
Diadexia anchylocrossa là một loài bướm đêm trong họ Crambidae.